# Armand van Helden
Armand Van Helden (Boston, Massachusetts, 1970) é um DJ, produtor e remixador. Seus maiores sucessos comerciais vieram de seus remixes de "Professional Widow" (1996), de Tori Amos, que alcançou o topo da UK Singles Chart, e a sua faixa "U Don't Know Me" que foi número 1 no Reino Unido em Janeiro de 1999.

## Biografia
Seu pai é indo-neerlandês e sua mãe franco-libanesa. Quando criança, viajou para algumas partes do mundo como Países Baixos, Lituânia, Turquia e Itália. Seu pai integrava a Força Aérea dos Estados Unidos. Aos 13 anos de idade, comprou um bateria e dois anos mais tarde começou a discotecar. Ele freqüentou a Universidade de Boston.
Largou seu trabalho como advogado em 1991 e foi trabalhar como remixador sob a gerência de Neil Petricone e X-MIX. Ele completou sua residência como DJ no The Loft, uma conceituada boate de Boston, na época. Então, lançou seu primeiro single oficial, uma mixagem de Deep Creed's "Stay On My Mind", através da Nervous Records. A primeira faixa dele que conseguiu entrar para a Billboard foi "Witch Doktor" no top 5 em 1994. Lançou também "Move It To the Left" (creditado ao Sultans of Swing) em 1992 da Strictly Rhythm. O sucesso de "Witch Doktor" o levou a oportunidades de remixagem como New Order, Deep Forest, Jimmy Somerville, Deee-Lite e Faithless.
O remix de "Professional Widow" o estabeleceu como um dos grandes sucessos no mundo inteiro. Infelizmente, Van Helden não recebeu um centavo por esse mix, uma vez que ele o apresentou como não-comissionável. Porém, isto o levou a trabalhar remixando os Rolling Stones, Janet Jackson, Britney Spears e Puff Daddy como também Daft Punk e Sneaker Pimps, transformando a sua reputação para um dos músicos do topo da house music. "Cha Cha" foi outro hit do top ten de dance music do seu primeiro álbum "Old School Junkies" de 1996, juntamente com "The Funk Phenomena". "U Don't Know Me" foi um hit de segundo lugar na Billboard dance chart, primeiro lugar no Reino Unido e top 20 single no topo das charts na Austrália e Canadá.
Em 2005, lançou o álbum Nympho, que inclui "My my my", "Hear my name", "Into your eyes" e "When the lights go down". O álbum alcançou o top 30 na Austrália e top 48 no Reino Unido. Em 2007, lançou seu novo álbum Ghettoblaster, incluindo o hit "NYC Beat", que alcançou o número 22 nas charts do Reino Unido, e "I want your soul".

## Discografia

### Álbuns
- Old School Junkies: The Album (1996)
- Da Club Phenomena (1997)
- Live from ya Mother's House (1997)
- Enter the Meatmarket (1997)
- Greatest Hits (1997)
- 2 Future 4 U (1998 UK, 1999 U.S.) #22 UK
- Armand Van Helden's Nervous Tracks (1999)
- Killing Puritans (2000) #38 UK
- Gandhi Khan (2001)
- New York: A Mix Odyssey (2004)
- Nympho (2005) #48 UK
- Ghettoblaster (2007)

### Singles
| Ano  | Música                                                                                             | RU singles | Álbum                         |
| ---- | -------------------------------------------------------------------------------------------------- | ---------- | ----------------------------- |
| 1997 | "Spin Spin Sugar" (Remix de uma música de Sneaker Pimps)                                           | 46         | Single Only                   |
| 1997 | "Professional Widow (It's Got To Be Big)" (Remix de Tori Amos)                                     | 1          | Single Only                   |
| 1997 | "The Funk Phenomena"                                                                               | 38         | Old School Junkies            |
| 1997 | "Witch Doktor]"                                                                                    | 79         | Old School Junkies            |
| 1997 | "Ultrafunkula"                                                                                     | 46         | Enter The Meatmarket          |
| 1999 | "U Don't Know Me" (feat. Duane Harden)                                                             | 1          | 2 Future 4 U                  |
| 1999 | "Flowerz" (feat. Roland Clark)                                                                     | 18         | 2 Future 4 U                  |
| 1999 | "The Boogie Monster"                                                                               | 162        | 2 Future 4 U                  |
| 2000 | "Koochy" (feat. um sample de uma música, "Cars" de Gary Numan, de 1979)                            | 4          | Killing Puritans              |
| 2000 | "Full Moon"                                                                                        | 110        | Killing Puritans              |
| 2001 | "Why Can't You Free Some Time"                                                                     | 34         | Gandhi Khan                   |
| 2001 | "You Can't Change Me" (Roger Sanchez feat. Armand Van Helden & N'Dea Davenport)                    | 25         | Roger Sanchez - First Contact |
| 2004 | "Hear My Name"                                                                                     | 34         | Nympho                        |
| 2004 | "My My My" (Feat. um sample da música "Comin' Apart" de Gary Wright, de 1981)                      | 15         | Nympho                        |
| 2005 | "Watching Cars Go By" (Felix Da Housecat Feat. Armand Van Helden)                                  | 49         | Single Only                   |
| 2005 | "Into Your Eyes" (Feat. um sample da música "I Might Lie" de Andy Taylor, de 1987)                 | 48         | Nympho                        |
| 2005 | "When The Lights Go Down" (Feat. um sample da música "Rockaway" de Nick Gilder, de 1978)           | 70         | Nympho                        |
| 2006 | "Sugar"                                                                                            | 103        | Nympho                        |
| 2006 | "My My My 2006"                                                                                    | 12         | Nympho                        |
| 2007 | "Touch Your Toes" (feat. Fat Joe)                                                                  | 145        | Ghettoblaster                 |
| 2007 | "NYC Beat"                                                                                         | 22         | Ghettoblaster                 |
| 2007 | "I Want Your Soul" (Feat. um sample da música "Do You Want It Right Now" de Taylor Dayne, de 1985) | 19         | Ghettoblaster                 |
| 2008 | "Je T'Aime" (feat. Nicole Roux)                                                                    | 163        | Ghettoblaster                 |

### Remixes
- 1994 "Living in Danger" (Ace of Base)
- 1994 "Raise Your Hands" (Real 2 Real]
- 1995 "Bizarre Love Triangle" (New Order)
- 1995 "Conway" (Real 2 Real)
- 1995 "Cotton Eye Joe" (Rednex)
- 1995 "Atomic" (Blondie)
- 1996 "Da Funk" (Daft Punk)
- 1996 "Jump For Joy" (2 Unlimited)
- 1997 "Anybody Seen My Baby?" (The Rolling Stones)
- 1997 "Got 'Til It's Gone" (Janet Jackson)
- 1997 "Insomnia" (Faithless)
- 1997 "Stay" (Sash!)
- 2003 "My Love Is for Real" (Victoria Beckham)
- 2003 "Crazy Talk" (Space Cowboy)
- 2003 "The Current" (Blue Man Group)
- 2004 "Força" (Nelly Furtado)
- 2004 "Funky Rhythm" (Dj Sneak)
- 2004 "My Prerogative" (Britney Spears)
- 2004 "Not in Love" (Enrique Iglesias)
- 2004 "Plug It In" (Basement Jaxx)
- 2004 "Toxic" (Britney Spears)
- 2004 "Hole in the Head" (Sugababes)
- 2004 "Watching Cars Go By" (Felix da Housecat)
- 2004 "What You Waiting For?" (Gwen Stefani)
- 2006 "Bounce" (Tarkan)
- 2006 "New York, New York" (Moby)
- 2006 "SexyBack" (Justin Timberlake)
- 2007 "Feelin'Me" (Therese)
- 2007 "Hustler" (Simian Mobile Disco)
- 2007 "Something 4 Porno" (Felix Da Housecat)
- 2008 "Inspire" (Ayumi Hamasaki)